# Het alibi
Het alibi is een stripalbum uit de reeks Lucky Luke. Het album bestaat uit vier kortere Lucky Luke-verhalen.

## Verhaal

### Het alibi
De rijkaard J.J.J.Jr. huurt Lucky Luke in om hem een 'interactieve' huwelijksreis door het Wilde Westen te laten organiseren voor zijn eigenzinnige dochter Gisela, die recent met een astronoom Butty getrouwd is. Lucky Luke regisseert een 'vechtpartij', een 'indianenaanval' en ten slotte een 'ontvoering' gevolgd door een 'redding' van Gisela. De ingehuurde ontvoerders worden echter zelf overvallen, en Gisela is nu echt ontvoerd. Lucky Luke en Butty weten het spoor op te pikken door middel van Butty's wetenschappelijke kennis, en schakelen de ontvoerders uit. De dader was niemand minder dan J.J.J.Jr., die Gisela wilde doden om zo de familienalatenschap niet te hoeven delen met haar en eventuele nakomelingen. Dat hij Lucky Luke had ingehuurd lag voor de hand: niemand zou iemand verdenken die de beste cowboy van het Westen inhuurde! J.J.J.Jr. wordt aan de sheriff overgedragen, Lucky Luke rijdt de ondergaande zon tegemoet, en Gisela en Butty leven nog lang en gelukkig.

### Athletic City
In Indigo City woont een jongeman die de Spriet wordt genoemd, omdat hij zo mager en zwak is dat hij met gewichten over straat moet omdat anders wegwaait. De meisjes plagen hem en dagen hem uit: als hij een serie krachttoeren weet te winnen op de plaatselijke jaarmarkt, mag hij met ze achteraf naar het bal. Lucky Luke helpt hem trainen, en een gespierde 'Super-Spriet' wint alle wedstrijden en weet het hart van zijn jeugdliefde te winnen. Later richten zij samen het eerste fitnesscentrum ter wereld op. Voortaan heet Indigo City "Athletic City".

### Olé Daltonitos
De Daltons vluchten naar Mexico, waar ze de beroemde matador El Dinero en zijn drie assistenten overvallen. Ze stelen hun koets en kleding, en rijden naar het plaatsje San Augustin. De bevolking ontvangt ze als helden, en legt ze in de watten. Dit bevalt Averell wel: hij kan er lekker veel eten (vooral tortilla's), en hij wordt verliefd op de mooie Mañana. Maar Joe en de andere twee denken met angst en beven aan de stierengevechten die de dag erop plaatsvinden, en waar ze tegenover een enorme stier zullen komen te staan. Ontsnappen lukt niet en dan breekt het moment aan dat ze de arena betreden... Daar blijkt een oude bekende in het publiek te zitten: Lucky Luke die ze is nagereisd. Het stierengevecht wordt zo'n klucht dat zelfs de stier er uiteindelijk genoeg van krijgt en gaat liggen. De Daltons worden als helden op de schouders gehesen, maar bij de uitgang wacht Lucky Luke om ze terug te brengen naar de V.S. Ze mogen de Mexicaanse petjes houden, en terug in de gevangenis blijken ze toch nog goede herinneringen over te hebben gehouden aan hun uitstapje naar Mexico...

### Een paard verdwijnt
Op een dag blijkt Jolly Jumper ontvoerd. Een briefje is achtergelaten met de tekst 'Alf je je paardje terug wil fien moet je een lofgeld betalen van $ 5000.' Lucky Luke heeft dit geld niet en kan het niet lenen, dus gaat op onderzoek uit. De eerste stap is uiteraard het vinden van een vervangend rijdier. Dit is Syntax, een paard met een perfect taalgevoel, dat in gedachte iedere taalfout corrigeert. Dit komt goed uit, aangezien de schrijver van het briefje een spraakgebrek heeft dat doorwerkt in zijn taalgebruik. Lucky Luke gaat iedereen die krom, vreemd of plat praat na wat een hele klus is daar de helft van de streekbewoners immigranten zijn die het Engels nauwelijks machtig zijn. Uiteindelijk komen ze uit bij een drukker, die door de Daltons is ingehuurd het briefje te schrijven. Het geld heeft hij hard nodig, want niemand wil iets laten drukken bij een drukker die telkens spelfouten maakt. De drukker betuigt spijt en helpt Lucky Luke en Syntax.
Zo leidt het spoor naar de echte ontvoerders, de Daltons, die Lucky Luke weet te overmeesteren zodat hij zijn trouwe paard terug heeft. Syntax kwijt zich van zijn nieuwe taak: de drukker taalonderricht geven zodat hij zijn beroep fatsoenlijk kan uitoefenen.